# Вёльфниц (Клагенфурт)
Вёльфниц (нем. Wölfnitz) — город  в Австрии, в федеральной земле Каринтия. 
Входит в состав округа Клагенфурт. Население 4606 чел.

## Фотографии

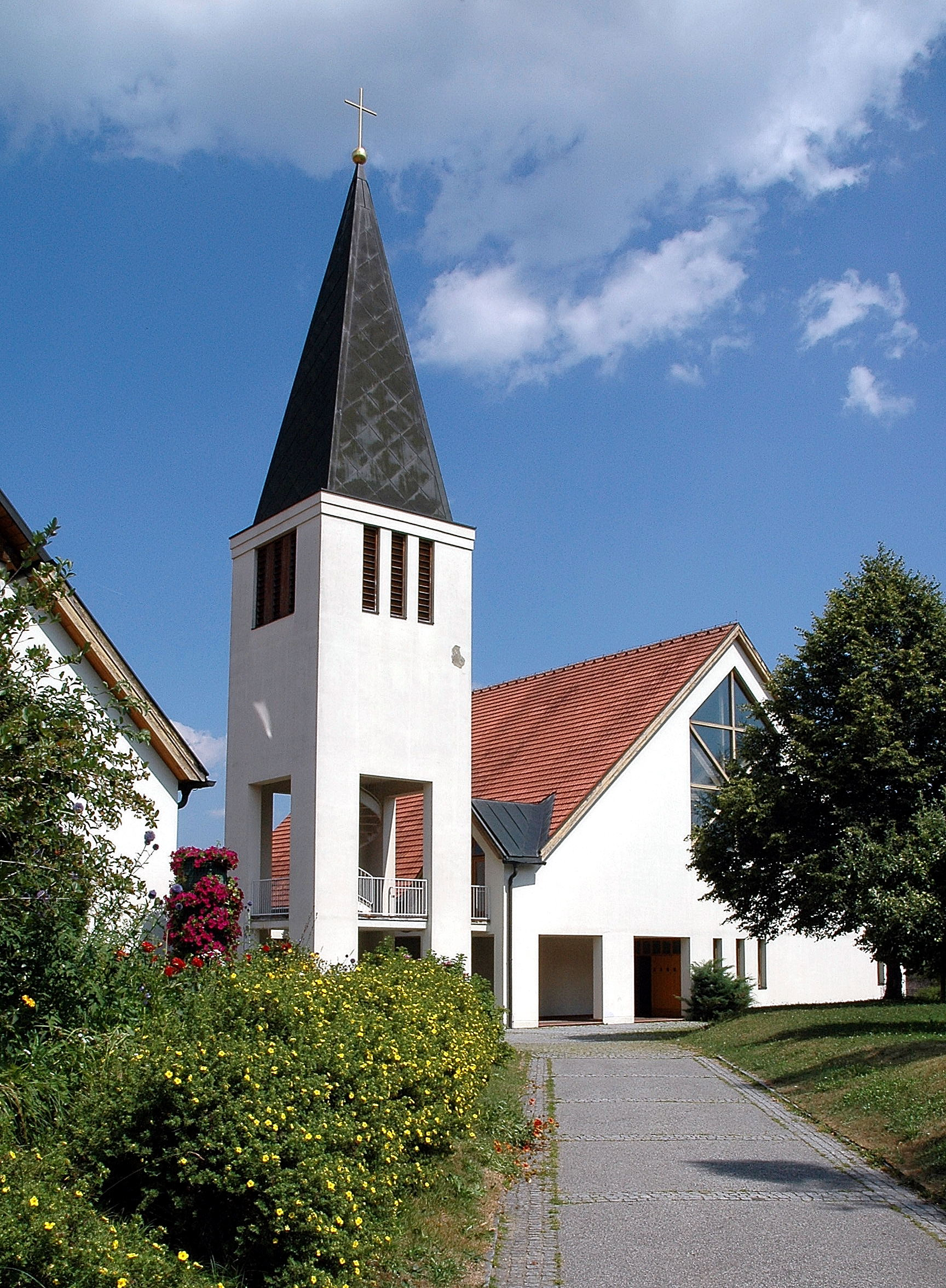
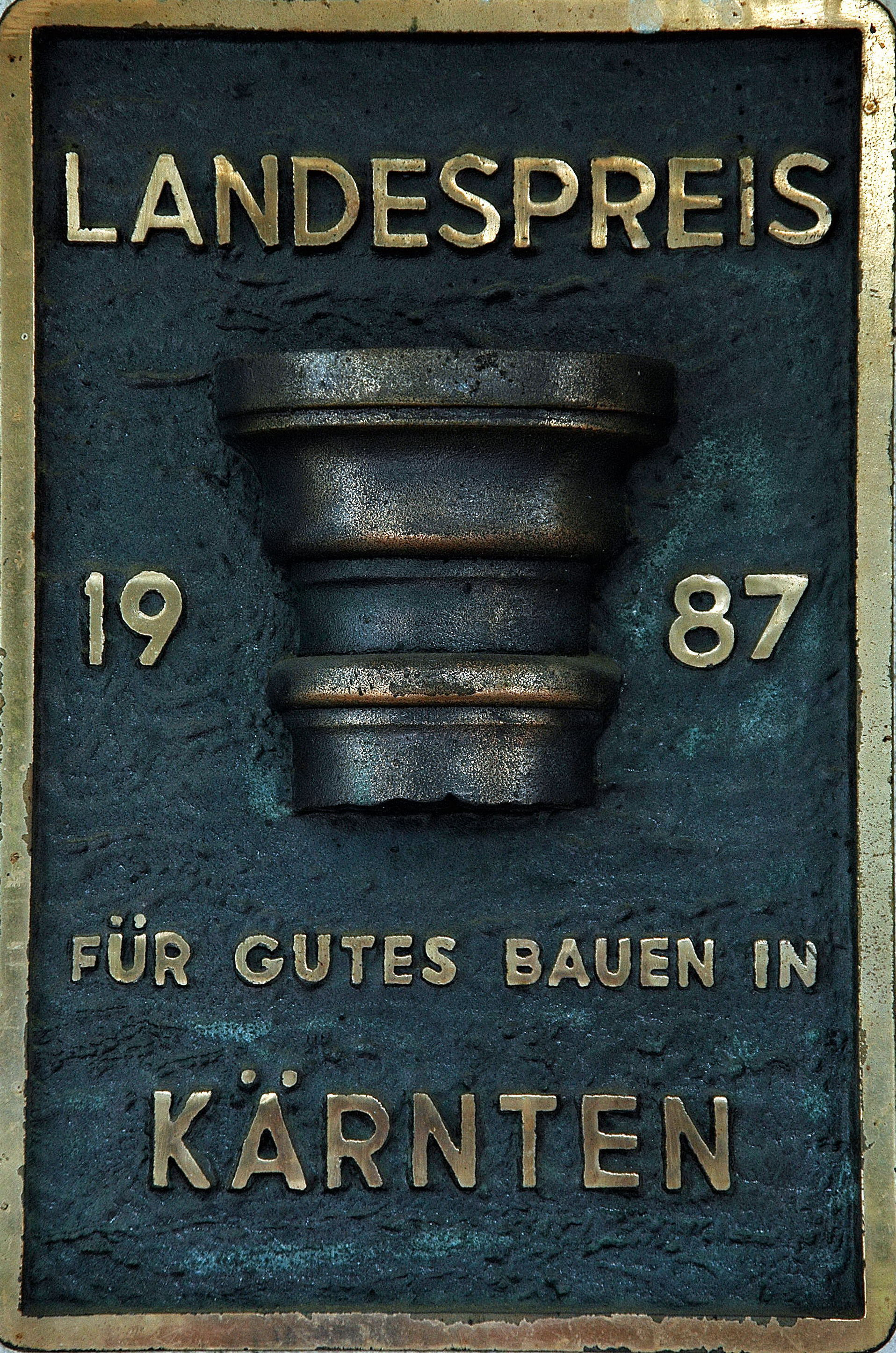
Церковь
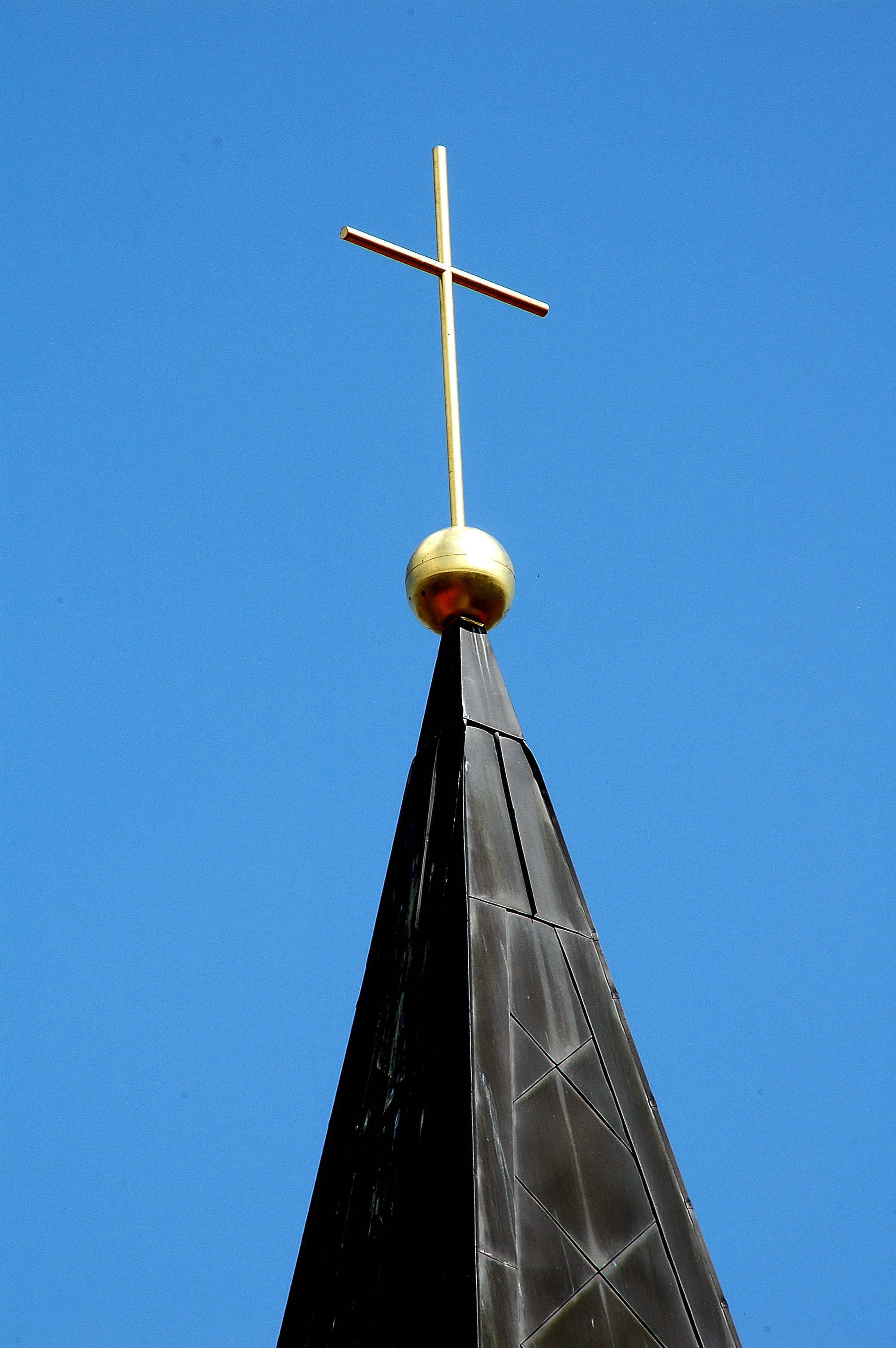
Башня
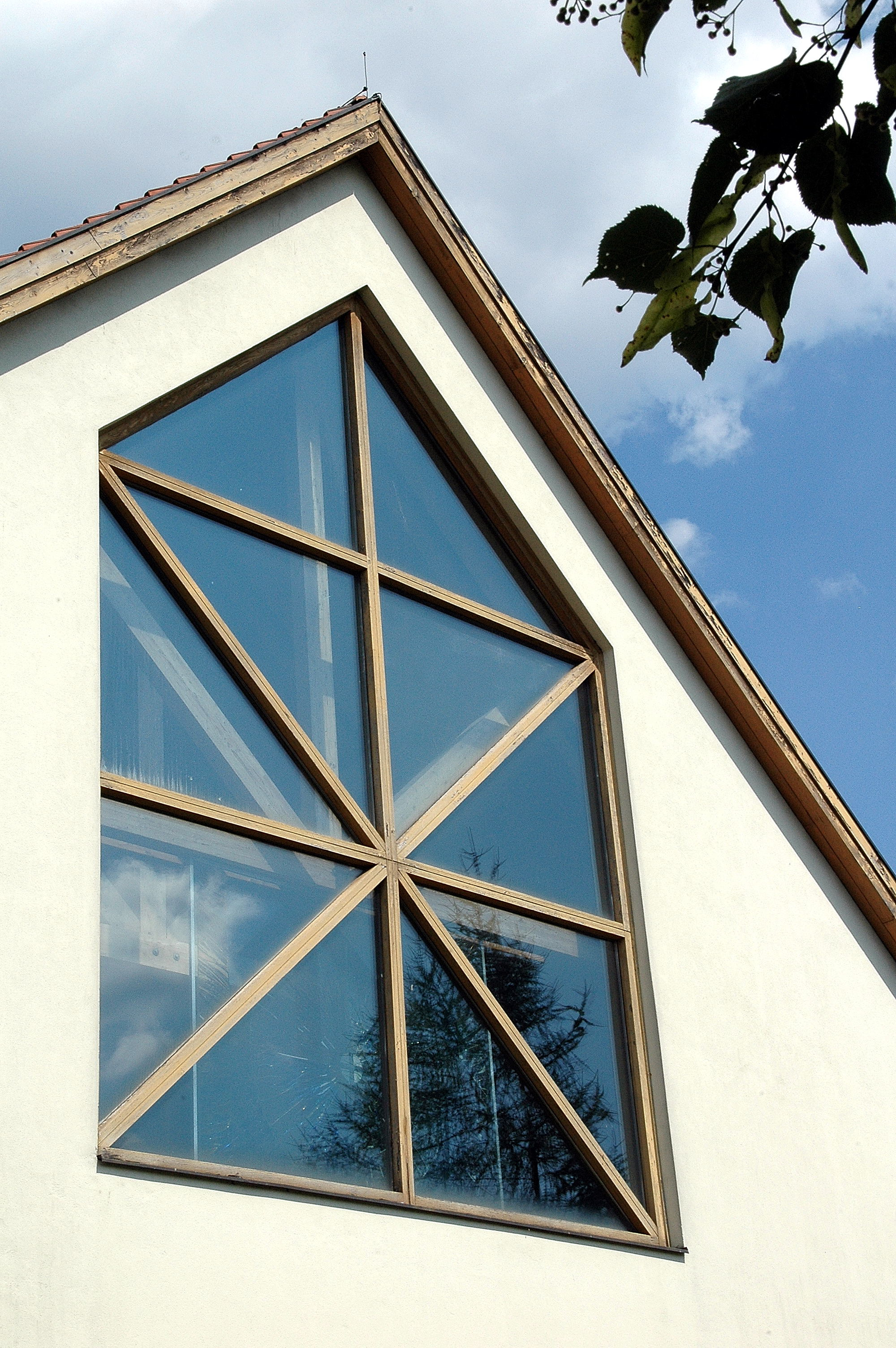